# Abraxas lunulata
Abraxas lunulata är en fjärilsart som beskrevs av Porritt 1920. Abraxas lunulata ingår i släktet Abraxas och familjen mätare. Inga underarter finns listade i Catalogue of Life.